# Reiner Kurth
Reiner Kurth (* 20. Juli 1951 in Kirchmöser, Landkreis Westhavelland, DDR) ist ein ehemaliger deutscher Rennkanute, der für die DDR startete.
Reiner Kurth begann erst mit 14 Jahren bei der BSG Lok Kirchmöser in Brandenburg (Havel) mit dem Kanurennsport und wurde mit 17 Jahren Spartakiadesieger im K2. Mit seiner Einberufung zur NVA wechselte er 1969 zum ASK Vorwärts Potsdam. 
1969 gewann er über K1 und K2 die DDR-Meisterschaft. 1970 war es dann der Meistertitel im K1 und der Vizemeister im K2, beides über 1000 m. Bei den Kanurennsport-Weltmeisterschaften 1971 in Belgrad wurde er mit seinem Partner Alexander Slatnow Weltmeister über 1000 m im K2, wofür er mit dem Vaterländischen Verdienstorden in Bronze ausgezeichnet wurde. Ein Jahr später belegten beide bei den Olympischen Sommerspielen in München den 4. Platz.
Reiner Kurth lebt in Potsdam.